# 杰拉尔德·巴克豪斯
杰拉尔德·巴克豪斯（英語：Gerald Backhouse，1912年12月6日—1941年12月28日），澳大利亚男子田径运动员。他曾代表澳大利亚参加1938年大英帝国运动会田径比赛，获得一枚银牌。